# Rivière Sens
La rivière Sens est un cours d'eau de Basse-Terre en Guadeloupe prenant sa source sur le territoire de Gourbeyre et se jetant dans la mer des Caraïbes.

## Géographie
Longue de 5,1 km, la rivière Sens prend sa source à 460 m d'altitude sur les flancs ouest du plateau du Palmiste – au lieu-dit de Grand Camp – situé sur le territoire de la commune de Gourbeyre où elle s'écoule tout au long de son cours vers le sud-ouest.
Elle est alimentée par les eaux de la ravine Rouge et de la ravine Blanche avant de se jeter dans la mer des Caraïbes au niveau la Marina de Rivière Sens au sud-est du centre-ville de Basse-Terre.

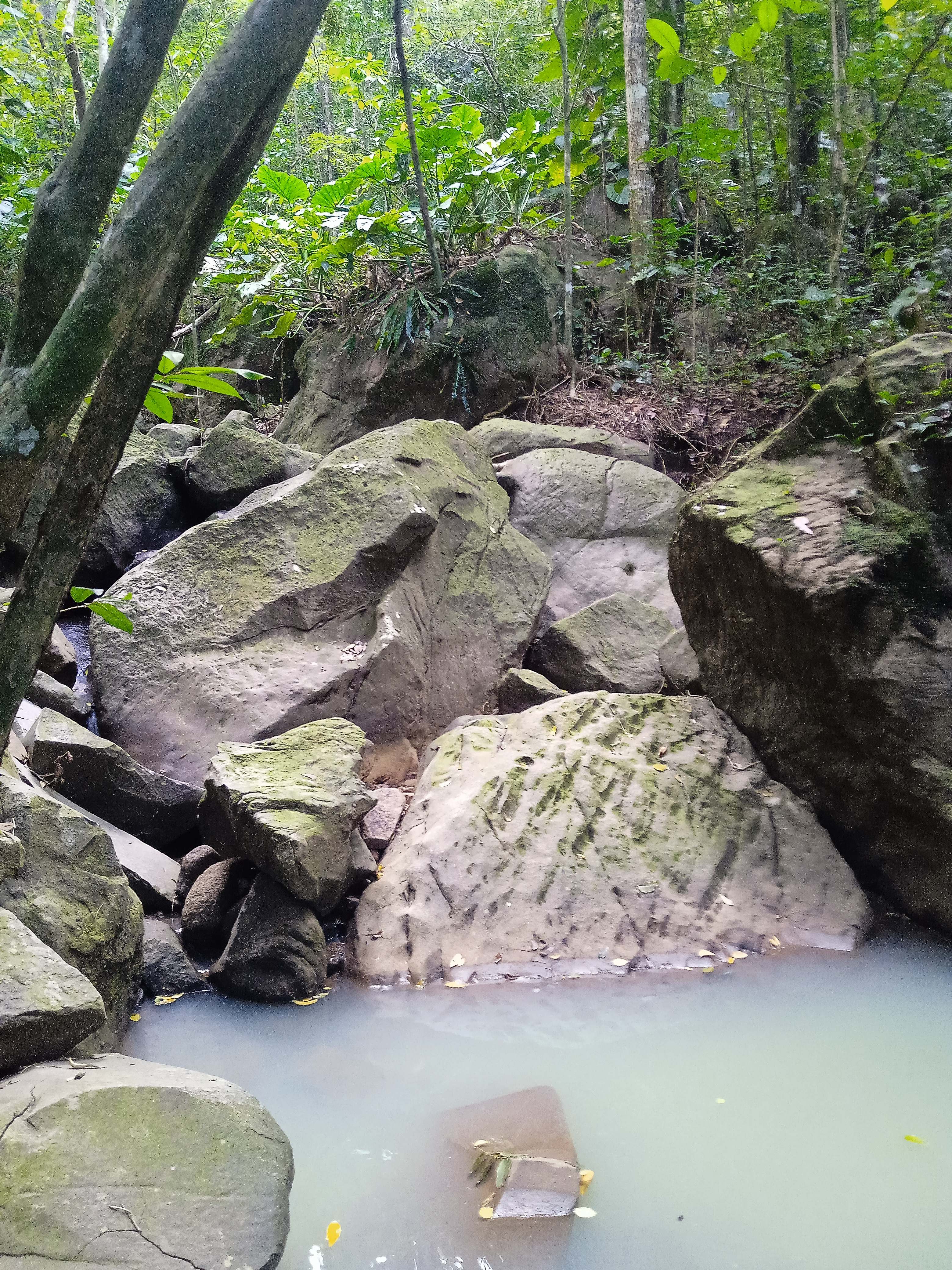
Ravine Blanche.
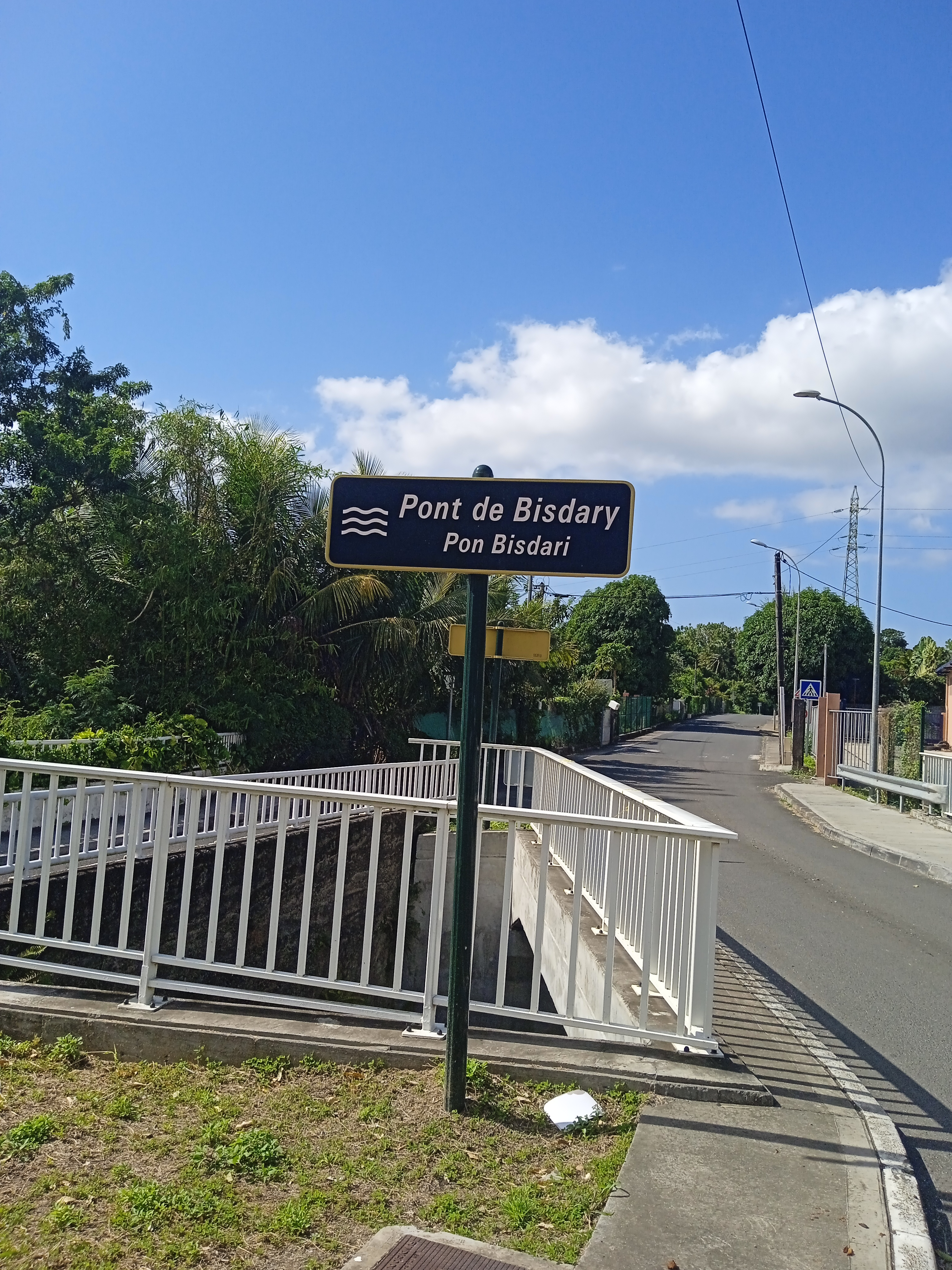
Pont de Bisdary sur la rivière Sens.

## Exploitation
En 2018, un projet expérimental d'aquaculture de la micro-algue Arthrospira platensis à des fins de production de spiruline est mené – de front avec le développement d'un parc ostréicole – à Gourbeyre à l'embouchure de la rivière.